# Bradley Automotive

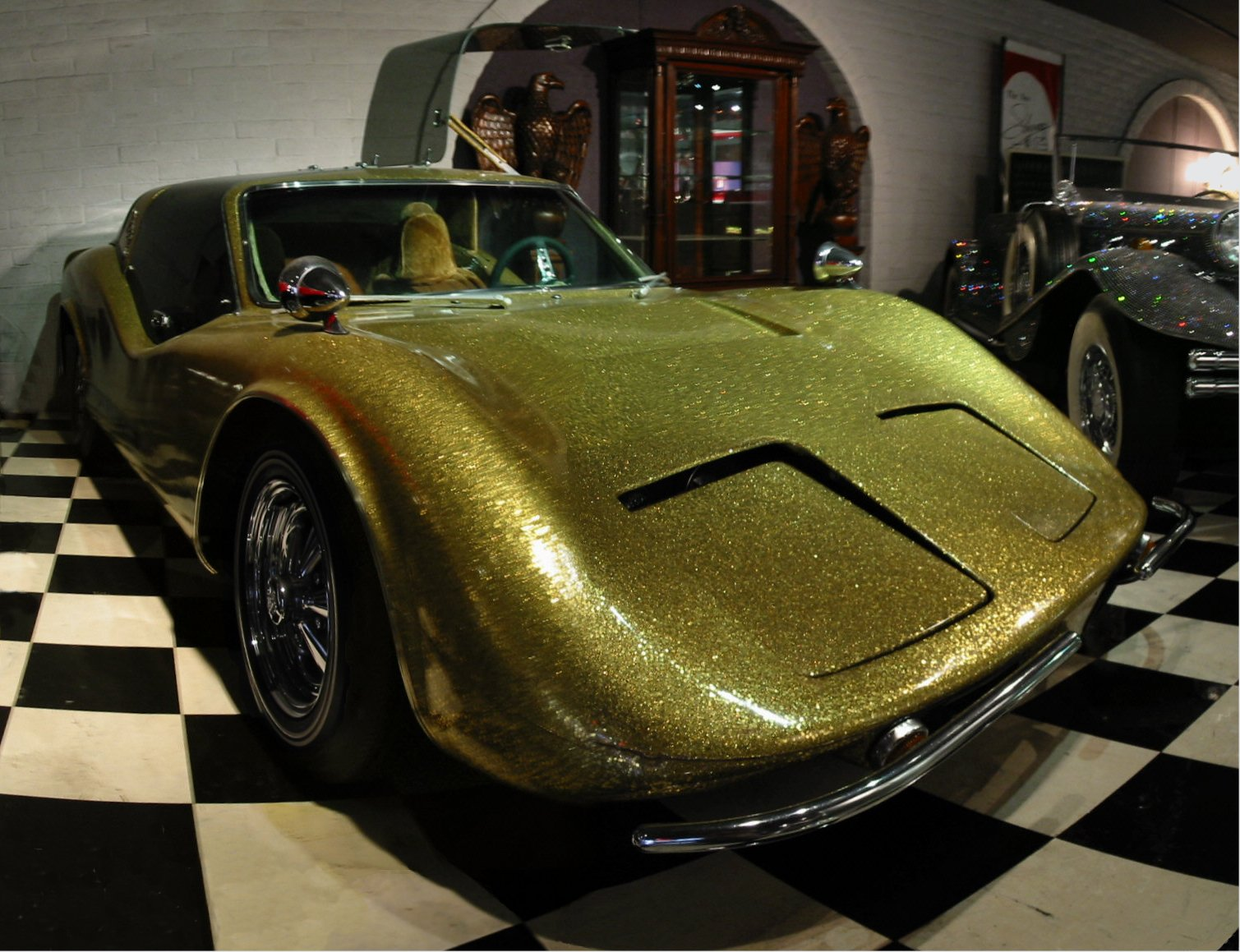
Der Bradley GT (1972) des amerikanischen Pianisten Liberace mit Goldblättchenlackierung und silbernen Emblemen an den Seiten im Liberace-Museum

Bradley Automotive war ein US-amerikanischer Hersteller von Kit Cars, ein Tochterunternehmen der Thor Corporation in Minneapolis in Minnesota und von 1971 bis 1981 aktiv. Bradley-Modelle basierten auf dem VW-Käfer-Fahrgestell. Nach Angaben des Unternehmens entstanden über 5000 Fahrzeuge.

## Fahrzeuge
Im Laufe der Zeit gab es drei Modelle, GT, Scorpion und GT II. Wie bei anderen Kit-Car-Herstellern konnten die Wagen in verschiedenen Stadien der Fertigstellung erworben werden. Später wurde Bradley zum Hersteller von Elektrofahrzeugen und bot elektrisch angetriebene Versionen des GT II an. Finanzprobleme und Zweifel an der Qualität der Kits führten 1981 zum Zusammenbruch der Firma.
Die Karosserien von Bradley-Kit-Cars waren alle aus GFK gefertigt und waren zweisitzige Coupés mit Flügeltüren. Das erste Modell, der GT, wurde etliche Tausend Mal verkauft und blieb vom Ende der 1960er-Jahre bis zur Einführung des GT II 1977 nahezu unverändert. Der GT II war ein komplexerer Kit mit höherer Fertigungsqualität, dessen Besitzer heute allerdings unter der schlechten Versorgung mit GT-II-spezifischen Teilen, wie zum Beispiel der Windschutzscheibe, der Polsterung und verschiedener GFK-Teile, leiden. Der erste GT besaß wesentlich mehr Teile von Großserienfahrzeugen, sodass die Teileversorgung bis heute sehr gut ist.
Bradley stellte daneben auch noch andere Produkte her, zum Beispiel einen Einradanhänger und ein kleines GFK-Sportboot.
Laut der Website BradleyGT.com und den Aussagen einiger GT II-Besitzer wurde der Bradley GT von 1971 bis 1981 gebaut, auch wenn viele Teile der Fahrzeuge auf Volkswagen, Corvairs und ähnliche Fahrzeuge der 1960er-Jahre zurückgehen.